# Reprezentacja Polski w goalballu
Reprezentacja Polski w goalballu – zespół reprezentujący Rzeczpospolitą Polską w goalballu. Na Mistrzostwach Europy Dywizji C rozgrywanych w 2011 roku w Białymstoku zespół zajął 2. miejsce. W 2012 i 2014 roku Reprezentacja Polski na Mistrzostwach Europy Dywizji B zajęła 5 miejsce. Robert Prażmo (trener) po wielu latach sukcesów z Reprezentacją Polski zrezygnował z tego stanowiska, a jego rolę przejął Piotr Szymala.  .
| #  | Zawodnik          | Klub               |
| -- | ----------------- | ------------------ |
| 1. | Adrian Piotrowicz | Start Wrocław      |
| 2. | Marek Mościcki    | ICSIR Start Lublin |
| 3. | Marcin Lubczyk    | Start Wrocław      |
| 4. | Marcin Gibuła     | ICSIR Start Lublin |
| 5. | Łukasz Eitner     | Start Katowice     |
| 6. | Marcin Lisowski   | Start Katowice     |

Trener: Robert Prażmo

Asystent: Piotr Szymala

Fizjoterapeuta: Marek Lubczyk